# Мехиканос
Мехиканос (шп. Mejicanos) је град у Салвадору у департману Сан Салвадор. Према процени из 2007. у граду је живело 140.751 становника.